# José Gusmão
José Gusmão, née le 20 juillet 1976 à Lisbonne, est un économiste et homme politique portugais, membre du Bloc de gauche. Il est député européen de 2019 à 2024.

## Biographie
Il est élu au Parlement européen lors des élections de 2019. Il est membre du groupe de la Gauche et est vice président de la commission des affaires économiques et monétaires depuis le 10 juillet 2019. 